# Na Plachtě
Na Plachtě este o arie protejată (arie specială de conservare — SAC, sit de importanță comunitară — SCI) din Republica Cehă întinsă pe o suprafață de 55,79 ha, integral pe uscat.

## Localizare
Centrul sitului Na Plachtě este situat la coordonatele 50°11′18″N 15°51′32″E / 50.188333°N 15.858889°E.

## Înființare
Situl Na Plachtě a fost declarat sit de importanță comunitară în noiembrie 2009 pentru a proteja 3 specii de animale. Situl a fost protejat și ca arie specială de conservare în decembrie 2013.

## Biodiversitate
Situată în ecoregiunea continentală, aria protejată nu include niciun habitat protejat.
La baza desemnării sitului se află mai multe specii protejate:
- amfibieni (1): triton cu creastă (Triturus cristatus)
- nevertebrate (2): libelule (Leucorrhinia pectoralis), Phengaris teleius